# Villa Lamort
La Villa Lamort è una storica residenza della città di Lussemburgo.

## Storia
La villa venne eretta nel 1925. In origine, era la residenza di Lucien Lamort, allora direttore della Société générale alsacienne de banque (Sogenal). Oggi la villa fa parte del centro finanziario della BGL BNP Paribas.
Nel 1998, il giardinetto anteriore e l'illuminazione esterna sono stati ristrutturati dall'architetto Tatiana Fabeck.

## Descrizione
La villa si trova al numero 10A del Boulevard Royal, nel quartiere di Ville-Haute di Lussemburgo.